# 皮氏硬皮地蛛
皮氏硬皮地蛛（学名：Calommata pichoni）为地蛛科硬皮地蛛属的动物。在中国大陆，分布于浙江等地，生活习性为穴居。该物种的模式产地在浙江。